# Heinrich Bichler
Pour les articles homonymes, voir Bichler.
Heinrich Bichler (aussi appelé Hans Bichler, Heinrich Büchler ou Hans Büchler), est un peintre suisse de la fin du XVe siècle.

## Biographie
Heinrich Bichler est un important peintre de la fin du XVe siècle. Il est appelé d'habitude maître Heinrich le peintre.
Il est mentionné pour la première fois dans les comptes de construction de l'église de Saint-Nicolas de Fribourg, 1466-1467. Il peint en 1468-1472 un grand retable à volets destiné à la collégiale de Berne. Pour une peinture exécutée dans la tour de l'horloge à Soleure, il reçoit en 1471 vingt six fl., et livre à Fribourg, en 1478, deux tableaux portant l'aigle impériale pour la tour Jaquemart et la porte de Berne. Deux ans après, il peint dans la salle du Conseil à Fribourg un grand tableau historique, une représentation de la bataille de Morat. D'après J. Zemp, les récits de la bataille de Morat, des deux Schilling et de Martin Martini, sont composés d'après ce tableau disparu. Il meurt vraisemblablement en 1484. Il ne nous paraît plus possible d'admettre que Henri Bichler et le « Maître de l'œillet » soient les mêmes personnages.